# Panama (film, 2015)
Panama je srbské filmové drama, které natočil režisér Pavle Vučković. Jde o jeho první celovečerní film. Premiéru měl 16. května 2015 na 68. ročníku Filmového festivalu v Cannes. V domovském Srbsku byl poprvé uveden 29. června toho roku na festivalu Cinema City a do tamních kin byl uveden 21. října 2015. V Česku byl uveden na Febiofestu. Hlavní roli mladíka jménem Jovan ve snímku ztvárnil Slaven Došlo. Jovan studuje architekturu a ve volném čase tráví čas se svým kamarádem Milanem (Miloš Pjevač). Později potká dívku Maju (Jovana Stojiljković).

## Obsazení
| Slaven Došlo        | Jovan    |
| Jovana Stojiljković | Maja     |
| Biljana Mišić       | Sanja    |
| Jelisaveta Orašanin | Milica   |
| Nebojša Milovanović | profesor |
| Tamara Dragičević   | Sandra   |
| Miloš Pjevač        | Milan    |